# Pierwokup
Prawo pierwokupu – prawo określonej osoby do zakupu danej rzeczy w pierwszej kolejności na wypadek, gdyby jej właściciel miał zamiar ją sprzedać.
Prawo pierwokupu upoważnia daną osobę do kupna określonej rzeczy jedynie wtedy, kiedy jej właściciel będzie sprzedawał tę rzecz. Nie obowiązuje ono w przypadku innych form odstępowania (np. przy darowiźnie).

## Historia
Prawo pierwokupu wykształciło się już w starożytnym Rzymie i dotyczyło stosunków cywilnoprawnych uregulowanych przez państwo w formie przepisów bezwzględnie obowiązujących. Już dwa tysiące lat temu stanowiło ono jedną z form reglamentacji obrotu nieruchomościami i rzeczami zbytkownymi. Obecnie jest ono znane jako ustawowe prawo pierwokupu. Z czasem wykształciło się również prawo pierwokupu, którego źródłem były czynności prawne, zwane także umownym. Przez wieki istota tej instytucji nie uległa większej zmianie.
W Polsce pierwsze regulacje ustawowe pojawiły się w różnym brzmieniu w okresie rozbiorowym, jako przejaw ingerencji państw zaborczych.
Po I wojnie światowej Wydział Cywilny Komisji Kodyfikacyjnej pod kierownictwem prof. Longchamps’a de Beriera rozpoczął pracę nad kodeksem normującym stosunki cywilnoprawne, w także prawo pierwokupu. Po długich dyskusjach, w których spierali się zwolennicy przepisów o alienacji  ze zwolennikami  regulacji jedynie częściowego ograniczenia zbywania rzeczy lub praw, konstrukcja prawa pierwokupu znalazła się ostatecznie w kodeksie zobowiązań. Przepisy te nie pozostały długo w mocy, gdyż zaraz po zakończeniu drugiej wojny światowej powstała potrzeba ponownej regulacji prawa cywilnego i kolejne projekty komisji do prac nad kodeksem PRL.  W trakcie jej prac konstrukcja prawa pierwokupu wielokrotnie ewoluowała. W projekcie z 1955 roku, ze względu na krytykę wcześniejszych prób, przepisów zastrzegających pierwszeństwo nabycia rzeczy lub prawa w ogóle nie zamieszczono w projekcie k.c. W międzyczasie próbowano uregulować prawo pierwokupu np. jako prawo terminowe. Niewiele brakowało, a regulacja prawa pierwokupu w ogóle nie znalazłaby się w nowym kodeksie cywilnym, jako przejaw przeżytku kapitalizmu.
Kształt i miejsce przepisów regulujących prawo pierwokupu nadał projekt z 1962 r. i  znalazły się one w Księdze III, Rozdziału IV, Działu IV (Szczególne rodzaje sprzedaży), Tytułu XI Kodeksu cywilnego. Umiejscowienie tych przepisów jest o tyle mylące, iż narzuca ich interpretację jako przepisów odnoszących się wyłącznie do umów sprzedaży, a przecież prawo pierwokupu zastrzec można także w innych rodzajach umów. Niemniej jednak przepisy te umieszczone są w dziale dotyczącym sprzedaży, gdyż umowa sprzedaży zawarta w wyniku wykonania prawa pierwokupu jest szczególnym rodzajem umowy sprzedaży.
Ustawowe prawo pierwokupu w polskim ustawodawstwie po raz pierwszy zostało wprowadzone mocą ustawy z 14 lipca 1961 roku o gospodarce nieruchomościami w miastach i osiedlach. Następnie kilkakrotnie ewoluowało, m.in. w ustawie o gospodarce gruntami i wywłaszczeniu nieruchomości z 29 kwietnia 1985 i jej zmianie z 29 września 1990. Ostateczny kształt przybrało w ustawie z 21 sierpnia 1997 o gospodarce nieruchomościami. Ewolucja przepisów dotyczących ustawowego prawa pierwokupu związana była z funkcją jaką nadał tej instytucji ustawodawca. Pierwotnie traktowane było jako drugi środek prawny, po instytucji wywłaszczenia, umożliwiający przekształcanie stosunków własnościowych przez ograniczanie własności prywatnej i zapewnienie państwu większej kontroli nad obrotem nieruchomościami.

## Prawo pierwokupu w Kodeksie cywilnym
W Kodeksie cywilnym instytucja prawa pierwokupu została skonstruowana w oparciu o istnienie trzech podmiotów.
1. osoba uprawniona, której prawo pierwokupu przysługuje,
2. zobowiązany, który jest obciążony obowiązkami z tytułu ustanowienia prawa pierwokupu
3. osoba trzecia, na rzecz której zobowiązany sprzedaje rzecz obciążoną prawem pierwokupu[2].

Uprawnionemu przysługuje przywilej pierwszeństwa kupna rzeczy lub prawa objętego pierwokupem, na wypadek gdyby zobowiązany sprzedał je osobie trzeciej. Należy pamiętać, że prawo pierwokupu ogranicza zobowiązanego wyłącznie w przypadku sprzedaży, nie zaś przenoszenia własności na podstawie innego tytułu prawnego, jak darowizna, zamiana, wniesienie tytułem wkładu niepieniężnego do spółki kapitałowej, czy wyzbycia się własności na podstawie innych czynności prawnych (np. rozrządzenie testamentowe) lub zdarzeń prawnych (wywłaszczenie).
Umowne prawo pierwokupu ma przede wszystkim na celu ochronę interesów uprawnionego. Zastrzeżenie prawa pierwokupu umożliwia uprawnionemu nabycie prawa lub rzeczy z pierwszeństwem przed innymi. Uprawniony może więc uniemożliwić nabycie określonej rzeczy lub prawa innym osobom. Ma to duże znaczenie w przypadku, gdy uprawniony wcześniej ponosił koszty związane z utrzymaniem rzeczy, np. był dzierżawcą  lub najemcą.

## Przedmioty pierwokupu
Od 1961 roku instytucja ustawowego prawa pierwokupu stanowiła instrument ingerencji państwa w sferę obrotu nieruchomościami, będąc istotnym źródłem umożliwiającym nabywanie przez Skarb Państwa nieruchomości. Wraz ze zmianą funkcji samego państwa, w szczególności po 1990 roku, ewoluowała też rola ustawowego prawa pierwokupu w gospodarce nieruchomościami.
Podobne zabezpieczenie ma praktyczne znaczenie w obrocie akcjami. Dlatego też ustawodawca uznał za celowe wyraźne podkreślenie dopuszczalności zawierania umów prawa pierwokupu akcji lub ułamkowej części akcji, np. w art. 338 § 2 Kodeksu spółek handlowych. Możliwość zawierania takich umów, których konsekwencją jest zobowiązanie się do ograniczenia rozporządzania akcjami lub ich ułamkowymi częściami, nie była wykluczona także na tle kodeksu handlowego, chociaż nie przewidywał on jej wprost.